# Le Spectre du professeur Hichcock
Pour les articles homonymes, voir Hichcock.
Le Spectre du Professeur Hichcock (titre original : Lo spettro) est un film d'épouvante italien réalisé par Riccardo Freda, sorti en 1963. Il s'agit d'une fausse suite à L'Effroyable secret du docteur Hichcock, également réalisé par Riccardo Freda.;

## Synopsis
Écosse, 1910. Passionné de sciences occultes, le professeur John Hichcock vit avec son épouse Margaret et leur gouvernante Catherine dans un château isolé. Cette dernière est médium et, un jour,  organise avec le couple une séance de spiritisme en compagnie de leur ami et docteur Charles Livingstone et quelques notables de la région. Dans un état second, la domestique se met à parler en sanskrit. D'après Hichcock, cette voix proviendrait de l'au-delà...
Gravement malade et cloué dans un fauteuil roulant, quasiment invalide, le professeur se réfugie dans la recherche scientifique et donc dans l'occultisme pour trouver un moyen efficace de lutter contre son infirmité voire la vaincre. Il réussit à mettre au point, avec l'aide de Livingstone, un traitement spécial et dangereux, consistant à se faire inoculer par voie intraveineuse un poison mortel puis son antidote. Des signes de rémission apparaissent mais ils sont faibles. Fatigué et las de vivre, Hichcock tente de se suicider avec un pistolet en présence de sa femme mais il échoue.
Épuisée, Margaret demande Charles, qui n'est d'autre que son amant, de tuer son mari. Il augmente la dose de drogue dans la seringue que s'injecte Hichcock qui meurt aussitôt. Une fois ce dernier mort et enterré, Margaret est victimes de visions effroyables laissant à penser que l'esprit de son mari défunt rôde dans leur demeure. Présumé mort, Hichcock est bien vivant et il est déterminé à se venger de sa femme et de son amant... 

## Fiche technique
- Titre original : Lo spettro
- Titre français :  Le Spectre du professeur Hichcock
- Realisation :	Riccardo Freda
- Scenario : Oreste Biancoli  et Riccardo Freda
- Montage : Ornella Micheli
- Musique : Franco Mannino
- Photographie : Raffaele Masciocchi
- Production : Ermano Donati et Luigi Carpentieri
- Société de production  : Panda Cinematografica Rome
- Société de distribution :Cosmopolis films et les films Marbeuf (France)
- Pays d'origine : Italie
- Format : couleurs
- Genre : horreur
- Durée : 91  min
- Dates de sortie : 
  -  Italie : 30 mars 1963
  -  France : 9 décembre 1964

## Distribution
- Barbara Steele  : Margaret Hichcock
- Peter Baldwin (V.F :  Roger Rudel) : docteur Charles Livingstone
- Elio Jotta (V.F : Gérard Férat) : Dr. John Hichcock
- Harriett Medin White  : Catherine Wood, la gouvernante
- Carlo Kechler  (V.F : Rene Blancard) : Commissaire de police
- Umberto Raho : le prêtre canon Owen
- Reginald Price Anderson (V.F : Emile Duard) : Le notaire Albert Fisher

## Analyse
Contrairement à ce que le titre et le retour de Barbara Steele pourraient laisser croire, ce film n'est pas vraiment une suite au précédent succès de « Robert Hampton », alias Riccardo Freda, L'Effroyable secret du docteur Hichcock (1962).
En réalité, il en serait plutôt une "relecture" puisqu'il en reprend précisément la formule, pour mieux redéfinir la position de chaque personnage, et par la même occasion, en inverser les tendances : de jeune épouse malmenée, Barbara Steele passe à intrigante femme adultère ; anciennement pervers tortionnaire, l'impotent Dr. Hichcock se pose, au contraire, en victime toute désignée... Le très falot et très secondaire jeune premier du précédent titre, de son  côté, se rend ici complice d'une bien morbide machination, l'imposant comme essentiel ressort dramatique.
Le trio infernal s'adjoint, en outre, les services d'une sinistre gouvernante, à nouveau interprétée par une "Harriet White" (alias Harriet Medin) qui, elle, ne s'éloignera guère de sa précédente prestation.
Très inspiré, en outre, du classique du polar, Le facteur sonne toujours deux fois de James M. Cain, dont on reconnaît l'essentiel de la trame, le film en délivre une version plus particulièrement fantastique, exacerbant la paranoïa déjà présente dans le roman.
Ce titre regroupe, du reste, toutes les caractéristiques du cinéma d'épouvante italien des années 1960: décor baroque, couleurs contrastées, érotisme prépondérant et cruel sens de l'ironie.

## Autour du film
- Si Barbara Steele et Harriet Madin reprennent leur rôle respectif d'épouse et de gouvernante, Robert Flemyng a laissé sa place à Elio Jotta dans celui du Professeur Hichcock. Le rôle de l'amant, quant à lui, est ici tenu par Peter Baldwin qui n'apparaît pas, non plus, dans le premier titre.